# T & A
T & A è stato un tag team di wrestling attivo dal 30 marzo 2000 all'8 gennaio 2001. Il nome deriva dalle iniziali dei suoi componenti Test e Albert il quale venivano accompagnati sul ring da Trish Stratus.

## Storia
Il 19 marzo 2000 a Sunday Night Heat Trish Stratus fece il suo debutto il quale volse le sue attenzioni su Test. La sera successiva a Raw si presenta come manager del nuovo team T & A. Nella puntata di SmackDown del 30 marzo il duo perse contro gli Hardy Boyz. A WrestleMania 2000 Test e Albert sconfissero Steve Blackman e Al Snow. Il duo poi combatté contro vari tag team come Road Dogg e X-Pac, The Goodfather e D-Lo Brown e anche contro gli Holly Cousins. Nel match contro i Dudley Boyz di Backlash, Trish Stratus subì una powerbomb su un tavolo da parte di Bubba Ray Dudley, sebbene il team T & A vinse il match. Nei mesi successivi lottarono sia con gli Hardy Boyz e i Dudley Boyz. Il 25 giugno a King of the Ring presero parte ad un Four-Way Elimination Match non riuscendo a vincere i WWF World Tag Team Championship dato che Matt Hardy eliminò Test e iniziarono una faida con gli Hardy Boyz. A Fully Loaded il Team Xtreme (i fratelli Hardy e Lita) vinsero grazie allo schienamento di Lita ai danni di Trish Stratus.

## Nel wrestling

### Mosse finali
- Baldo Bomb di Albert seguito da una Diving Elbow Drop di Test
- Corner body splash di Albert seguito da un running big boot di Test